# آنا غار
آنا غار (بالإنجليزية: Anna Gare)‏ هي موسيقية أسترالية، ولدت في 10 مارس 1969 في برث في أستراليا.